# Jürg Grossen
Jürg Grossen (Frutigen, 24 de agosto de 1969) es un político suizo. Es miembro del Consejo Nacional desde 2011. Desde 2017, ha sido presidente del Partido Verde Liberal.

## Biografía
Grossen nació en la ciudad de Frutigen, en el cantón de Berna. Se formó como planificador eléctrico y trabajó para una empresa de energía solar. Después de la muerte del propietario de la empresa, Grossen y un colega se quedaron a cargo de la misma.
Se unió al Partido Verde Liberal, que fue fundado en 2007, y más tarde abrió una filial cantonal en Berna. En 2011, se postuló para el Consejo Nacional, siendo elegido. En 2015 y 2019 fue reelegido.
Grossen fue nombrado vicepresidente del partido en 2016. En 2017, el presidente del partido, Martin Bäumle, anunció su intención de dejar el cargo. Grossen fue elegido para suceder a Bäumle.
En las elecciones de 2019, Grossen fue reelegido y los liberales verdes aumentaron su cuota de votos al 7,8 %, ocupando 16 escaños.

## Posiciones políticas
Grossen ha abogado por el fin de la energía nuclear en Suiza. Es partidario del matrimonio igualitario. Como parte del plan climático de su partido, Grossen apoyó el fin de los subsidios a los ganaderos para reducir el consumo de carne y aumentar los pagos a los productos de origen vegetal.